# Hannah Sjöstedt
Hannah Sjöstedt, född 1987, är en svensk handikappidrottare som tävlar i rullstolsåkning för klubben Örgryte IS.

## Meriter
2005
- U-21 VM, England, 2 silver och 3 brons.
- EM, Finland, 8-6 bästa europe.

2004
- U-20 Öppna amerikanska mästerskapen, 1 guld och 3 silver

2003
- U-20 EM, Holland, 2 guld och 1 silver

2002
- U-18 Öppna amerikanska mästerskapen, 4 guld och 1 silver